# Perehresnîi, Voloveț
Perehresnîi (în ucraineană Перехресний) este un sat în comuna Roztoka din raionul Voloveț, regiunea Transcarpatia, Ucraina.

## Demografie
Componența lingvistică a localității Perehresnîi
     Ucraineană (100%)
Conform recensământului din 2001, toată populația localității Perehresnîi era vorbitoare de ucraineană (100%).